# اتنا (یوتا)
اتنا (به انگلیسی: Etna) یک منطقهٔ مسکونی در ایالات متحده آمریکا است که در شهرستان باکس الدر، یوتا واقع شده‌است. اتنا ۱٬۵۹۱٫۹۹ متر بالاتر از سطح دریا قرار دارد.